# 覚性寺 (台東区)

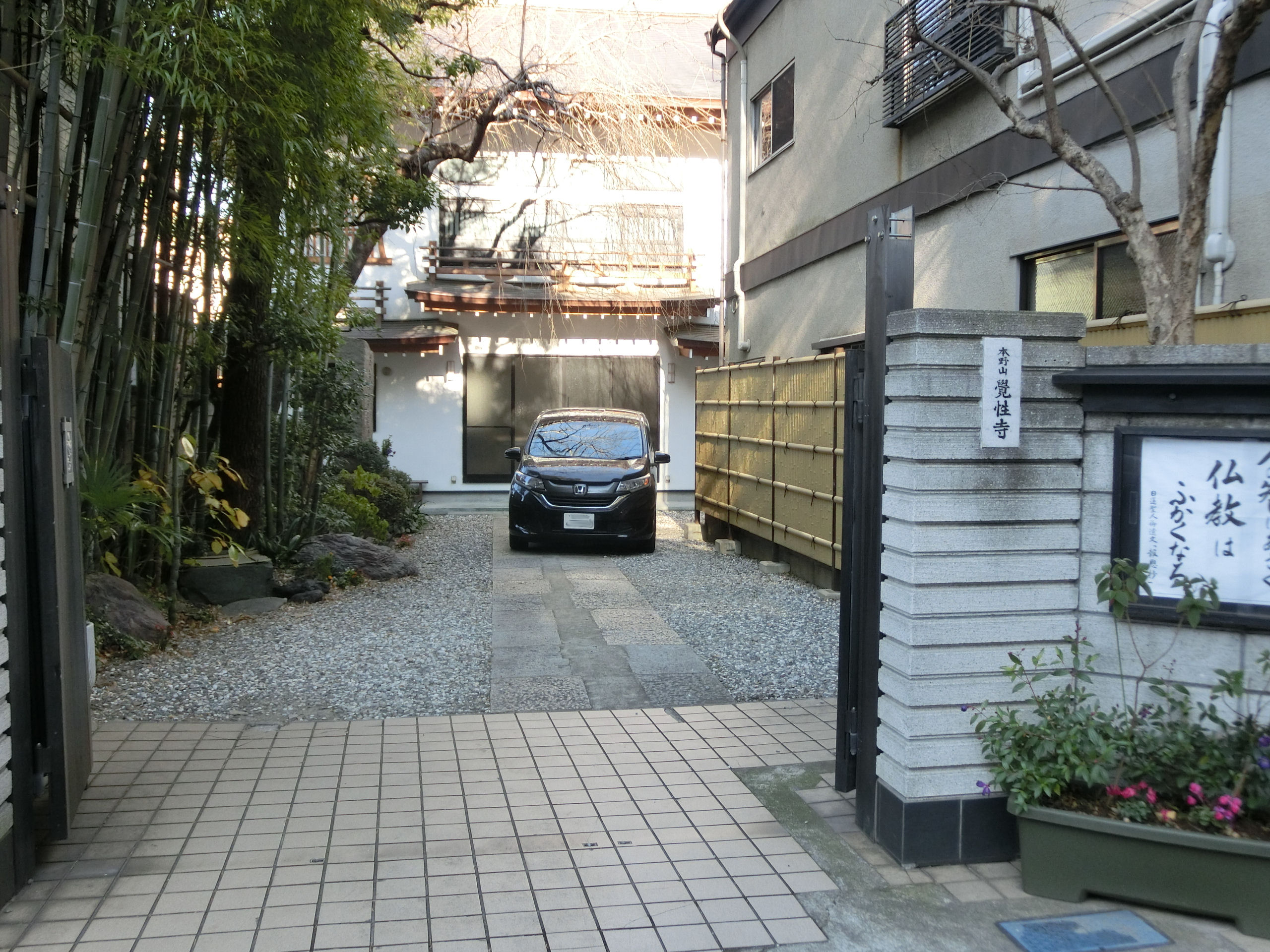
覚性寺

覚性寺（かくしょうじ）は、東京都台東区池之端にある日蓮宗の寺院。山号は本野山。旧本山は甲斐大野本遠寺、小西法縁。

## 歴史
寛永8年（1631年）覚性院日誠を開山に創建した。寛文10年（1670年）現在地に移転した。

## 境内
- 幕臣川路聖謨の墓所がある。

## 周辺寺院
- 妙顕寺
- 宗賢寺
- 大正寺

## 交通アクセス
- 千代田線根津駅2番出口より徒歩約5分（経路案内）。
- 南北線東大前駅1番出口より徒歩約11分（経路案内）。
- 京成上野駅より徒歩約12分（経路案内）。

## 参考資料
- 日蓮宗寺院大鑑編集委員会『宗祖第七百遠忌記念出版 日蓮宗寺院大鑑』大本山池上本門寺 (1981年)
- 御府内寺社備考

## 関連資料
- 日蓮宗新聞　2015年2月24日

座標: 北緯35度42分48.75840秒 東経139度45分58.74120秒 / 北緯35.7135440000度 東経139.7663170000度